# Emanuele Curcio
Emanuele Curcio (Sant'Angelo di Brolo, 3 maggio 1953) è un ex calciatore italiano, di ruolo centrocampista o attaccante.

## Carriera
Ala sinistra brevilinea, crebbe nelle giovanili del Messina, con cui nella stagione 1973-1974 vinse il campionato di Serie D: contribuì al successo realizzando 8 reti in 27 partite.
A fine stagione venne acquistato dalla Roma, con cui esordì in massima serie disputando complessivamente 15 gare di campionato (chiuso dai giallorossi al terzo posto) e realizzando una doppietta in occasione del successo esterno sul Lanerossi Vicenza del 5 gennaio 1975.
Non restò tuttavia nella capitale per la stagione successiva e proseguì la carriera in Serie C. Nell'estate del 1975 fu ceduto in comproprietà all'Alessandria, con cui non giocò alcuna gara di campionato e che lo girò al Cosenza durante la sessione autunnale di mercato.. Rimase tre stagioni in Calabria per poi passare al Ragusa (26 presenze ed un gol nella stagione 1978-1979).
Lasciò l'attività agonistica nel Trapani a 28 anni, per intraprendere la carriera di istruttore di ginnastica artistica.

## Palmarès

### Giocatore

#### Competizioni nazionali
- Campionato italiano Serie D: 1

Messina: 1973-1974 (girone I)